# Холопство
Холо́пство — состояние несвободного населения в Киевской, Удельной Руси и Русском государстве.
Отменено Петром I высочайшей резолюцией на докладные пункты генерала Чернышёва 19 января 1723 года. По правовому положению холопы приближались к рабам. Близким по значению был термин челядь — зависимое население. С XI века помимо общего термина челядин начали употребляться два новых: закуп (лицо, попавшее в зависимость на период отработки ссуды) и обельный (полный) холоп.
Также, в письменном обращении к государю Руси (России), холоп (холопы) — самоименование его подданных.

## Киевская Русь — Русская Правда
Холопство — исконный институт обычного права, игравший важную роль в общественной организации русских земель. Древнейшие юридические памятники Руси содержат большое число норм, посвящённых выяснению различных сторон этого института, хотя и не исчерпывают его во всей полноте. Больше всего указаний и правил даёт Русская Правда. Из неё следует, что холоп — не субъект, а объект права. За убийство собственного холопа штраф не налагался, за убийство чужого — налагался штраф за порчу чужого имущества, а не вира за убийство: «А в холопе и робе виры нетуть; но оже будет без вины убиен, то за холоп урок платити, или за робу, а князю 12 гривен продаже» (Тр. 84). Уголовный штраф — продажа — взыскивался по этой статье за злонамеренное истребление чужого имущества совершенно так же и в том же размере, как и в том случае, если кто «пакощами конь порежет іли скотину» (80). Точно так же в обоих случаях в пользу владельца убитого раба или зарезанной скотины взыскивался урок, то есть возмещение за причинённый его имуществу ущерб.
Холоп не считался субъектом правонарушения. Эта мысль выражена отчётливо, хотя, благодаря свойственной Русской Правде казуистике, не в общей форме, а применительно к краже: «Аже будуть холопи татие, іх же князь продажею не казнить, зане суть несвободни» (42). Ответственность за вред и убытки, причинённые правонарушением холопа, падает на его господина и притом, по общему правилу, в двойном размере (хотя и не всегда; ср. 56). Положение объектов права, какое придаёт холопам Русская Правда, объясняет, почему этот памятник с относительной подробностью рассматривает вопрос о возникновении холопства, об ограждении господских прав над холопами и об отношении господ к третьим лицам по поводу различных действий их холопов.

### Возникновение холопского состояния
Холопство могло возникать разными путями. Русская Правда перечисляет всего три случая возникновении обельного [то есть полного] холопства (102—104), но, кроме них, указывает ещё особо несколько других (50, 52, 57, 93). Однако её указания неполны: она не говорит, например, о плене. Все известные случаи происхождения холопства можно разбить на две группы:
1. когда холопство возникало помимо воли лица;
2. когда оно устанавливалось с согласия самого поступающего в холопы.

#### Насильное обращение в холопство
К первой группе относятся:
1. Плен. Это исконный и всеобщий источник рабства. На Руси в историческое время летопись неоднократно упоминает о захвате пленников во время войн с иноземцами или одних русских земель с другими, причём иногда отмечает, что пленников приведено «много», иногда указывает их число, а иной раз не может и перечислить их великого множества и тогда сообщает лишь баснословно низкую цену, за какую продавались пленники. Например в 1169 году новгородцы, отбив суздальское ополчение и преследуя отступающих, захватили такое множество пленных, что «купляху суждальц по 2 ногаты». Если принять во внимание, что в ту пору коза и овца ценились по 6 ногат, свинья в 10 ногат и кобыла в 60 ногат, то цена пленника в 2 ногаты должна быть объяснена лишь крайней нуждою поскорее сбыть чересчур обильный товар. Характер древних войн вообще и в частности обычная цель военных походов — захват возможно большей военной добычи — не оставляют сомнения, что плен был одним из самых обильных источников холопства.
2. Преступление. Русская Правда упоминает о таком последствии только для закупа, совершившего кражу или тайно убежавшего; но современный Русской Правде смоленский договор с немцами 1229 года содержит общее указание, что разгневавшийся на русина князь мог отнять «всё, жену и дети в холопы». В другой редакции этого памятника стоит иное правило, что князь в гневе на русина «повелит разграбити его с женою и детьми». Здесь бесспорно имеется в виду наказание, известное и Русской Правде под именем поток и разграбление и назначавшееся за убийство при разбое, поджог и конокрадство. Последствием этого наказания также могло быть обращение преступника в холопы. Даже в XIV веке у московских князей были холопы, доставшиеся им «в вине».
3. Несостоятельность в уплате долга. Русская Правда говорит лишь о торговой несостоятельности, причём различает причины её: только несостоятельность, происшедшая по вине торговца (пьянство, расточительность), ставила его в полную зависимость от усмотрения кредиторов: «ждут ли ему, а своя им воля, продадят ли, а своя им воля» (50).
4. Дети рабов. Русская Правда «плод от челяди» причисляет к составу имущества наследодателя (93).

#### Добровольное обращение в холопство
Во вторую группу относятся случаи возникновения холопства по доброй воле поступающих. Их всего три вида, и они перечислены Русской Правдой как троякое обельное холопство:
1. продажа себя в присутствии свидетеля хотя бы за пол гривны;
2. женитьба на холопе или челяди;
3. поступление на службу тиуном или ключником.

В двух последних случаях особым договором (соглашением) — «рядом» возможно было установить и иные отношения в отмену обычных правил.
Перечисленными видами источников холопства едва ли исчерпываются все известные практике случаи его установления. Например, во время нередкого в ту пору голода родители отдавали даром своих детей («одьрен из хлеба гостем») и отдавались сами на тех же условиях. Такие сведения имеются от XI, XII и даже XV веков. Быть может, подобные случаи имела в виду Русская Правда, говоря о вдачах, которые, однако, не причислялись Правдою к холопам и подлежали освобождению, если проработали год за полученную милость (105). Такое ограничение практики могло возникнуть не без влияния духовенства, которому хорошо было известно постановление Закона Судного о человеке, отдавшемся другому «у тошна веремени»; по закону, «дервь ему не надобе». Тенденция господ порабощать нуждающийся люд очевидна и из статьи о вдаче. С другой стороны, в ту пору господства силы и бесправия приют в составе челяди богатого господина сулил для многих избавление по крайней мере от грозящей голодной смерти.

### Юридический статус холопов
Юридический статус холопов определяется тем положением, что они составляли собственность господ. Посторонние лица отвечали за убийство чужих холопов «без вины». Виноватого в преступлении холопа можно было казнить только после предоставления в суде доказательств его вины. Хозяин имел право казнить собственного раба в случае вины раба.
Защитой прав господина над рабом было право Русской Правды о закличе: о сбежавшем холопе объявлялось на торгу, и если в течение трёх дней холопа никто не приводил, то господин мог самостоятельно найти своего холопа и вернуть его в свои владения. В позднейших памятниках сформулировано правило о вечности исков о холопстве, сроком давности не обладавших: «А в холопе и робе от века суд». Убивший холопа без вины или оказавший содействие его бегству уплачивал господину стоимость холопа.
Господин отвечал за действия своего холопа перед третьими лицами. Общий смысл постановлений Русской Правды заключается в том, что за все действия холопа, совершённые с разрешения господина, последний отвечал полностью во всех убытках, причинённых третьим лицам: «выкупати его господину и не лишитись его». Если холоп собственными действиями без ведома господина причинял ущерб третьему лицу (украл, вылгал деньги), то господин должен был или уплатить убытки, или выдать холопа потерпевшему.
Холоп, в соответствии с Русской Правдой, не мог выступать послухом, кроме некоторых случаев крайней необходимости.

### Использование труда холопов
Труд холопа находил широкое применение в домашнем хозяйстве при городских и загородных дворах и в сёлах, принадлежавших князьям, боярам и монастырям. Летопись не один раз упоминает о княжеских и боярских сёлах, сплошь населённых челядью. О численном составе несвободного населения в частных хозяйствах можно отчасти судить по следующему случайному указанию: у одного из черниговских князей в его загородном дворе победитель захватил 700 человек челяди.
Челядь не только исполняла земледельческие и иные чёрные работы, но и обучалась разным ремёслам: Русская Правда резко различает обыкновенных холопов, «рядовичей», от «ремественников», оценивая последних значительно дороже. Ещё выше стояли холопы, которым поручались в заведование отдельные отрасли хозяйства: это были ключники и тиуны сельские, ратайные, огнищные, конюшие и прочие. Они были самыми приближёнными людьми своих господ, не исключая и князей, и являлись важными органами государственного управления в сфере суда и особенно финансов, так как в то время нельзя было отличить частного княжеского хозяйства от государственного. Поручить такую щекотливую отрасль управления, как хозяйство, было всего удобнее несвободному человеку, именно потому, что свободный не был ничем связан с князем, кроме своей доброй воли, тогда как холоп был вечно верен господину.
Служба холопов в домашнем хозяйстве господ явилась прототипом государственной службы; из отдельных обязанностей холопов при княжеских дворах возникли важнейшие государственные должности. Так это было не только на Руси, но и в других регионах средневековой Европы.

### Торговля холопами
Челядь можно было покупать и продавать, о чём неоднократно упоминают летописи. Об этом упоминает летопись, выражая это в словах князя Святослава, переселившегося в Переяславец-на-Дунае как центр международной торговли: «от греков золото, паволоки и вина, от чехов и угров (венгров) серебро, из Руси же скора и мёд, воск и челядь». В Константинополе, около церкви святого Мамы, проходил специальный торг челядью, которых покупали в гребцы.
Впервые свидетельство об этом встречается в договоре с греками, затем в Русской Правде. Стоимость челяди составляла 20 золотников по первому договору, от 10 до 5 золотников по второму; в Русской Правде указывается, что рядовой холоп оценён в 5 гривен кун, роба (рабыня) в 6 гривен, ремесленники и сельские тиуны в 12 гривен, тиуны, огнищные и конюшие в 80 гривен, то есть в сумму, равную двойной вире за убийство княжего мужа.
Многие высокопоставленные холопы, пользовавшиеся в такой мере доверием своих господ, что им поручались в управление важные отрасли хозяйства, они жили в соответственной их положению обстановке: имели свои отдельные дворы, отдельное хозяйство.
Русская Правда предусматривает возможность давать холопам ссуду. Холопы могли разыскивать кредиторов, что свидетельствует о том, что в руках холопов было имущество, которым они самостоятельно распоряжались. Даже иностранцы могли открывать холопам кредит.
В Смоленском договоре 1229 года было сделано серьёзное отступление от строгого правила Русской Правды: постановлено, что если немец даст взаймы княжескому или боярскому холопу, а последний умрёт, не заплатив долга, то долг переходил на того, кто получал имущество умершего. Эта статья не только подтверждает кредитоспособность холопов, но показывает, что после холопов могло оставаться имущество, на которое могли быть предъявлены претензии их наследниками. Это свидетельствует о том, что хотя холопы и были не свободным населением Руси, но они не были рабами. Они обладали имуществом и могли передавать его по наследству.

## Роль церкви

### Попытки смягчения нравов рабовладельцев
Смягчению нравов господ в отношении холопов значительную роль играла православная церковь, представители которой взяли на себя эту нелёгкую задачу. Против института холопства церковь, по существу, не только не возражала, но даже в первое время разрешала обладание холопами отдельным представителям клира; по крайней мере Русская Правда упоминает о чернеческих холопах. Но в своих заботах о спасении пасомых церковь не могла не признать и в челяди образа и подобия Божия, ибо рабы такие же люди, только господам в услужение данные Богом. В целом ряде посланий рабовладельцы увещеваются обращаться с челядью милостиво, кормить и одевать её и наставлять, как своих детей или домашних сирот. Кто не кормит и не обувает свою челядь, и её убьют у воровства, тот несёт ответственность перед Богом за пролитую кровь. За непослушание рекомендуется наказывать челядь лозою от 6 до 30 раз, но не более и не менее.
Однако увещания церковных поучений едва ли часто трогали рабовладельческую совесть; для воздействия на неё необходимы были более внушительные средства. Их и применяла церковь к жестоким господам, которые томили свою челядь наготою, ранами и голодом и желали затем успокоить свою совесть богатыми приношениями и вкладами на пользу церкви за упокой своей души: от таких господ запрещалось принимать дары и рекомендовалось лучше помогать пострадавшим и «сотворить их беспечальными».

### Борьба против произвольного убийства рабов и работорговли
Особенно настойчиво церковь боролась против произвольного убийства рабов и против торговли рабами. Весьма вероятно, что под прямым влиянием Закона Судного или Градского закона составилось ещё более категоричное правило так называемого «Белеческого устава» или «Заповеди» митрополита Георгия, где сказано: «аще кто челядина убьёт, яко разбойник епитемью приимет». Но такое строгое правило церковного права долго не проникало в общественные нравы: памятник светского права конца XIV века (Двинская грамота) ещё недалеко ушёл от воззрений эпохи Русской Правды на неограниченность рабовладельческих прав, обеспечивая безответственность господаря, если тот «огрешится, ударить своего холопа или робу» и от того случится смерть. Хотя здесь не подлежит наказанию, по-видимому, лишь неумышленное убийство рабов, но на практике по этой статье всегда можно было предъявить отвод против всякого обвинения в убийстве собственного холопа.
В борьбе с работорговлей церковные поучения вооружаются против продажи челяди иноверцам (поганым) и назначают для ослушников церковные наказания. Осуждаются также обычные приёмы профессиональных торговцев: церковь требовала, чтобы челядь продавали за ту же цену, по какой она куплена; если же кто взимает лишки, «то обретается наклады емля и прасоля чужими душами», за что поучения угрожали серьёзной ответственностью перед Богом.

### Отпущение на волю
Но и эти увещания едва ли могли иметь серьёзные результаты, как и церковные проповеди против резоимания. Успешнее сказывалось влияние церкви в вопросах об отпущении холопов на волю. Воздействуя на своих сынов во время исповеди, духовенство имело возможность во многих случаях настоять на освобождении хотя нескольких людей из состава челяди каждого рабовладельца «на упокой души» или «по душе». Такие отпущенники по духовным завещаниям назывались поэтому «задушными людьми».
Далее, духовенство стремилось провести в практику правила об обязательном в некоторых случаях отпущении холопов на волю по желанию и перед лицом общественной власти. О такой торжественной форме отпущения упомянуто в Русской Правде. Здесь же указан и случай обязательного после смерти отца освобождения детей, прижитых им от своей рабыни: дети такие не получали наследства, но освобождались вместе с матерью. По Уставу Всеволода Гавриила и робичичи получали указную часть из имущества отца: «конь да доспех и покрут, по рассмотрению живота».
О другом случае освобождения на волю упомянуто в договоре Новгорода с немцами 1195 г.; именно изнасилованная рабыня получала свободу. Хотя смысл статьи и ясен, но редакция её возбуждает ряд сомнений: необходимо допустить, что она не полностью переписана. Единственно возможное толкование её сводится к тому, что здесь подразумевается изнасилование чужой рабыни; иначе статья и не могла бы попасть в договор. Но статья предусматривает последствия деяния лишь относительно рабыни и ни словом не упоминает о возмещении господского ущерба; надо думать, что в подлиннике было предусмотрено и это последствие правонарушения. Что церковь заботилась об охране половой нравственности в среде холопов — это подтверждается и другими, чисто церковными памятниками. Весьма вероятно, что не без влияния церкви возникла упомянутая статья.

### Помощь искупающимся на свободу
Наконец, церковь оказывала содействие холопам, стремившимся выкупиться на свободу, как материальной поддержкой, так и устранением препятствий к осуществлению этих стремлений; она боролась, например, с обычаем брать «изгойство на искупающихся на свободу» и проповедовала, что если кто выкупается на свободу, то должен дать за себя столько, сколько заплачено за него. Надбавка свыше обычной цены называлась изгойством, конечно, потому, что выкупившиеся из холопства причислялись к составу изгоев и в качестве таковых, как люди беззащитные, нуждавшиеся в посторонней поддержке, совместно с задушными людьми входили в категорию людей церковных, богадельных, состоящих под покровительством церковных учреждений.
Для последних было бы немыслимо прокормить на собственные средства всю эту огромную массу несчастных; церковь должна была озаботиться приспособлением этих свободных рабочих рук к различным отраслям хозяйства, в частности к земледелию. Памятники упоминают о состоящих во владении церковных учреждений «селах со изгои». Более мягкая, но отнюдь не менее производительная эксплуатация труда прежних рабов, сделавшихся свободными, могла послужить прекрасным примером для рабовладельцев, доказывая возможность подобной утилизации рабского труда без ущерба для собственных хозяйственных интересов.

## Московский период
В течение московского периода институт холопства претерпел ряд существенных перемен. Наряду со старыми типами холопства (государственные и церковные крестьяне, то есть полные, и неполные: докладное, закладники, закупы) с середины XVI века появляется новая форма кабального холопства от термина «кабала» («заёмное письмо», то есть, сегодня, расписка), когда закладник, заёмщик, обязывался собственной службой погашать не основную сумму долга, а только проценты по займу. Крепостными «ростовые» («за рост», то есть проценты) холопы не являлись, так как за ними сохранялось право выкупиться, неволя прекращалась смертью кабального или волей господина в отличие от полного холопа, право на которого передавалось потомственно.
В отличие от податных слоёв населения (люди служилые, тяглые посадские, тяглые сельские…) холопы не платили подати, что становилось «социальным убежищем» служилым и тяглым людям, не хотевшим ни служить, ни тянуть тягло. Чтобы не допустить сокращения источника ратных сил (из служилых людей, в том числе — дворян) и числа податных плательщиков, то есть государственного дохода, законодательство Михаила прикрепляет людей к состояниям, в которых заставал их закон, и лишает права отказываться от личной свободы, таким образом служба и тягло становились повинностями по рождению для всех слоёв общества. Запрещались закладничество и приём в холопы (Указ 1641 г.), покупка вотчин, посадские прикреплялись к своим посадам и т. д., для крестьян была установлена вечная крестьянская, то есть безвыходность. Приказ от 25 апреля 1597 г. постановил кабальным людям со своими жёнами и детьми оставаться в кабалах до смерти их господ, а господам разрешил выкупных денег не принимать.
Одновременно основная масса владельческого (работавшего на частной чужой земле) крестьянства заключала договоры с землевладельцами на добровольной основе, отрабатывая жилое (ссуда на жильё или само жильё, предоставленное при поселении), ссуды и рост издельем, барщиной. В крестьянских договорах стало предусматриваться «вольно меня отовсюду к себе взяти» и «жить во крестьянстве вечно и никуды не сбежать», крестьянин сам навсегда отказывался от права выхода за неустойку, к XVII веку эта неустойка стала общим заключительным условием ссудных записей и составила «крепостную» запись или «вечность крестьянскую». Закон XVII века не устанавливал ни срока крепости, ни размеров повинной, нормой было «помещицкое всякое дело делать и оброк платить…», «помещика во всём слушати, пашню на него пахати…». Личная крестьянская крепость «по договору» превращалась в потомственное укрепление «по закону». Уложение 1649 г. сравнивает крепости холопью и крестьянскую (казённый тяглец), и в дальнейшем крепостная развивается в сторону холопства.

### Изменение источников возникновения холопства
Источники обельного холопства в этот период мало-помалу сужаются. Так, например,
1. Плен уже не играет прежней роли, как ввиду постепенного объединения Русского государства, так и потому, что пленников обыкновенно выкупали и даже взаимно выдавали без выкупа. Остались только пленники от международных войн по западной, южной и восточной границам. Но и относительно их состоялся указ 1556 года, по которому пленник оставался холопом до смерти господина, «а детем его не холопом». Таким образом плен становился источником лишь временного холопства. Хотя Уложение не удержало этого правила, но относительно холопства пленников ввело некоторые ограничения (XX, 61 и 69).
2. Холопство по причине преступления уже совсем не существует по московскому праву, так как за все важные преступления вводятся уголовные наказания.
3. Правило о последствиях торговой несостоятельности заимствовано из Русской Правды целиком в Судебник 1-й: задолжавшие по своей вине торговцы отдавались кредиторам «головою на продажу», то есть в полное рабство. Но уже с начала XVI века в этой практике наблюдается смягчение, закреплённое Судебником 2-м: несостоятельные должники отдавались кредиторам не на продажу, а «головою до искупа», то есть до отработки долга. В Уложении (X, 266) определена и норма зачёта работы в уплату долга отданных головою до искупа должников: работа взрослого мужчины ценилась в 5 рублей за год, женщин — в половину, детям (после 10 лет) в 2 рубля.
4. В полной силе в течение всего периода сохранило значение источника полного холопства рождение от холопов.

Что касается возникновения холопства по доброй воле поступающих, то:
1. Продажа самого себя и родителями детей признаётся всецело Судебником 2-м; в нём сказано, что холоп не может продавать своего свободного сына, родившегося у него до холопства, а «продастся он сам кому хочет»; подобное же правило установлено и относительно чернцов. Далее Судебник предоставляет крестьянину продаваться с пашни в полные холопы без соблюдения срока перехода и без уплаты пожилого. Но имеется уже и ограничение относительно служивших людей: как их самих, так и их не служивших ещё детей запрещено было принимать в холопы, кроме лишь отставленных от службы. После Судебника состоялись новые ограничения. Так, по указу 1560 года несостоятельные должники не могли продаваться своим кредиторам в полные и докладные холопы, а их велено было отдавать кредиторам головою до искупа; по указу 1597 года предписано кабальных людей, которые стали бы выдавать на себя полные и докладные, отсылать к постельничим. В Уложении во всех случаях поступления в холопы подразумевается не полное, а кабальное холопство; по одному частному поводу приведена даже ссылка на государев указ, по которому «крещёных людей никому продавати не велено» (XX, 97).
2. Поступление на службу тиуном и ключником удержано в числе источников полного холопства по обоим Судебникам, но с некоторыми отступлениями от Русской Правды: в них вовсе не упомянуто, что особым договором можно было оградить свободу при поступлении в тиуны, а по Судебнику 2-му тиунство без полной или докладной грамоты и вообще не влекло за собой холопства. Холопство по городскому ключу совершенно уничтожено; осталось только холопство по сельскому ключу, причём это последнее возникало по Судебнику 1-му с докладом или без доклада, а по Судебнику 2-му — непременно с докладом. Наконец, прибавлена оговорка о детях, из которых следовали в холопы за родителями только те, которые были записаны с ними в одной грамоте или породились в холопстве.

  9. А у которых людей на холопей будут служилые кабалы,  и те
люди тех своих холопей, хотя укрепить у детей своих в холопстве,
пришлют в Приказ Холопья суда, на тех же своих холопей имати
новых кабал, на имя детей своих, а отпускных тем холопем своим не
дадут, и на тех людей, без отпускных, кабал детем их не давать.
— Соборное Уложение 1649 года
Однако кабальная служба постепенно вытесняла и эти формы поступления на службу полных и докладных холопов. Судебник 2-й запрещает принимать в холопы дворян и их сыновей во избежание уклонения от службы.
1. Наконец, правило Русской Правды о холопстве вследствие женитьбы на робе без ряда формулировано Судебниками и Уложением в категорической форме: «по робе холоп, по холопе роба». От этого строгого правила сделано было, однако, существенное отступление в Уложении: беглые посадские и крестьянские девки или вдовы, вышедшие в бегах за чьих-либо холопов, отдавались с мужьями и детьми в посад или помещикам; но беглые холопы, женившиеся в бегах на посадских девках или вдовах, не зачислялись в посад, а отдавались прежним господам, с жёнами и детьми. По этим статьям состояние супругов определялось состоянием беглого. Помимо этого указного ограничения правила «по робе холоп, по холопе роба», и практика допускала отступления от него по специальным условиям.

### Документальное закрепление
Вместе с указанными видоизменениями в источниках холопства московское право выработало и более точные формы укрепления прав на холопов. С развитием грамотности стали составлять на поступающих в холопство записи. Ещё до Судебника 1-го на продающихся в холопство писали полные грамоты (от выражения: «купил в полницу») при участии наместников и дьяков, перед которыми «ставили» продающихся. Это предъявление властям продающихся в холопство для удостоверения в правильности сделки стало называться докладом, а грамоты на холопство — докладными. По имени записей и холопов называли полными и докладными. Хотя ни по способу возникновения, ни по существу нельзя провести разницы между этими видами холопства, однако в Судебнике и Уложении эти наименования сохранились.
По названию сделок (рядных, духовных завещаний, купчих), которыми передавались другим лицам права над холопами, называли холопов также приданными, духовными, купленными. В Судебниках определена и компетенция областных правителей по делам о холопстве. По Судебнику 1-му только наместники с боярским судом могли выдавать правые и отпускные на холопов; но отпускная, подписанная собственноручно рабовладельцем, имела силу и без доклада наместнику. По Судебнику 2-му наместники с боярским судом имели право выдавать лишь полные и докладные, правые же и беглые выдавались ими только с доклада в Москву; отпускные же грамоты выдавались лишь в Москве, Новгороде и Пскове и без доклада, хотя бы собственноручно подписанные господами, значения не имели. С половины XVI в. упоминаются и записные книги, в которые должны были вноситься крепости на холопов; но обязательное значение такая практика получила лишь с конца века.
В связи с образованием разных групп в среде холопов и господские права над полными и кабальными холопами оказались неодинаковыми. Пожизненность кабального холопства, установленная указами 1586 и 1597 гг., исключила de jure право распоряжения кабальными, тогда как по отношению к полным холопам это право не было ничем ограничено. На практике до упомянутых указов господа не только отпускали на волю кабальных людей, считая их несвободными, хотя таковыми юридически они тогда ещё не были, но и распоряжались ими, хотя бы под фикцией перевода кабального долга в другие руки. Та же практика наблюдается и в XVII в., наперекор указным нормам.

### Попытки ограничения господского произвола
Вообще в московском праве заметна тенденция ограничить господский произвол и наложить на рабовладельцев ряд обязательств по отношению к холопам. Так, право на жизнь собственных холопов, робко признанное Двинской грамотой, позднее было совершенно отвергнуто. Уложение предписывает при отдаче господам беглых их людей «приказати накрепко, чтоб он того своего беглого человека до смерти не убил, и не изувечил, и голодом не уморил» (XX, 92); при выдаче должников головою до искупа с тех, кому они выдавались, бралась порука с записью, «что их не убити, не изувечити» (X, 266). В этом нельзя не признать торжества церковной проповеди против жестоких рабовладельцев. И в московское время эта проповедь не прекращалась. Например Иосиф Волоцкий поучал, что Божественные писания повелевают «не яко раби имети, но яко братию миловати, и питати и одевати доволно, и душами их пещися». Он указывал, что необходимо отрока женить по достижении 15 лет, а отроковицу выдать замуж в 12 лет, если они не пожелают постричься.
Некоторые шли ещё дальше. Рационалист Башкин признал самый институт холопства несогласным с основами христианства, а потому всех своих холопов отпустил и держал у себя людей по доброй воле. Так же поступил и Сильвестр, автор Домостроя (который, впрочем, донёс на Башкина, как на еретика). Такие поучения оказывали серьёзное влияние на умы.
Не оставалось глухо к церковной проповеди и законодательство. Впервые при Борисе Годунове указом 1603 г. на господ возложена обязанность кормить свою челядь в неурожайные и голодные годы. 1601—1603 годы неурожая, когда только в Москве погибло от голода более 127 000 стекавшегося в столицу от голода народа, когда многие господа высылали с дворов своих холопов, заставляя их собственными силами снискивать себе пропитание, но холопы не имели возможности куда-нибудь пристроиться, так как без отпускных и без крепостей их никто не принимал. Поэтому указом предписано таким холопам выдавать отпускные из приказа помимо господ. Это правило сохранено и Уложением с обобщением его для всякого времени, а не только для голодных годов, при условии допроса господ в приказе о справедливости челобитья холопов. Если бы последнее не подтвердилось, то холопы выдавались обратно господам, которым вместе с тем приказывали, «чтобы они их в голодное время кормили, а голодом не морили; и за то, что они на них били челом, дурна над ними никакого не учинили» (XX, 41 и 42).
В 1607 г. был издан указ, регулировавший половые и семейные отношения среди холопов, в силу которого на господ было возложено обязательство не держать рабынь-девок свыше 18 лет, вдов долее 2 лет после смерти мужей незамужними, а парней свыше 20 лет холостыми. При нарушении этого требования холопы могли приходить к казначеям и получать отпускные. На таких отпущенных не принималось от господ челобитий о сносе, по следующему мотиву: «не держи неженатых над закон Божий, да не умножится блуд и скверное деяние в людех». В Уложение это правило не перешло, но и там обращено внимание на прекращение блуда господ с собственными рабынями: челобитье рабыни на господина о прижитии с ним в блуде детей подлежало ведомству святительского суда и обсуждалось на основании церковных правил (XX, 80).
Кроме только что указанных случаев освобождения из холопства, ещё подлежали в силу закона отпущению на волю:
1. холопы, взятые в плен, но спасшиеся из него бегством;
2. все холопы господина, изменившего государю и отъехавшего в другое государство;
3. крещёные холопы, если их господа продолжали оставаться некрещёными.

Все эти заботы правительства об улучшении положения несвободных далеко не всегда достигали цели, и в практике нередко оживала домосковская старина. Духовная одного рабовладельца не из богатых, составленная в 1627 г., показывает, что и растления рабынь, и убийства собственных холопов и в XVII в. далеко не всегда доходили до судебного рассмотрения. Гораздо важнее правительственных мер, направленных к тому, чтобы обеспечить несвободному населению сколько-нибудь сносное существование и оградить его от произвола рабовладельцев, были те законодательные перемены, которые были вызваны исключительно государственными интересами и привели к совершенному уничтожению самого института холопства. Этот перелом возник под влиянием той роли, какую сыграло холопство в хозяйственной истории Русского государства.

### Разряды холопов
Вся масса несвободного населения — не исключая и кабальных холопов, позднее по преимуществу наполнявших эту среду, — в господском хозяйстве занимала неодинаковое положение и разбивалась на разряды.

#### «Большие» холопы
Незначительная часть, пользуясь особым доверием господ, несла обязанности тиунов, ключников и приказчиков, то есть управляла отдельными отраслями господских хозяйств. Другая небольшая часть со времени возникновения обязательной службы сопровождала своих господ в походы. Эти так называемые «большие» холопы стояли совершенно обособленно от других «меньших». Если и в домосковское время они занимали весьма самостоятельное положение, то в московский период оно ещё более упрочилось.
К ним по преимуществу относятся указания памятников о том, что у холопов было недвижимое имущество, подаренное им господами и даже приобретённое на собственные средства; что они имели собственных холопов, занимались торговлей, ссужали капиталы под залог дворов и лавок. Уложение внесло некоторые ограничения в эту практику: холопам было предписано вотчин и лавок не покупать и в заклад не принимать; имеющиеся у них лавки продать, не держать никого по служилым кабалам, а только по записям на урочные годы.
За холопами признана законом личная честь, которая у «добрых» холопов оценена в пять раз выше чести крестьянской. Но преимущества такого положения ничем юридически не были обеспечены и вполне зависели от милости господ. Уложение даже запрещает давать суд по жалобам вольноотпущенных на жён и детей их умерших господ об имуществе, «для того, что они отпущены без животов» (XX, 65).

#### «Меньшие» холопы
Остальная, самая значительная группа холопов составляла в хозяйстве чернорабочую силу, с помощью которой в значительной мере удовлетворялись несложные, но иногда обширные потребности натурального хозяйства в крупных и средних боярских дворах. Это были конюхи, псари, повара, хлебники и всякая домашняя прислуга, далее кузнецы, плотники, хамовники (ткачи), скатерницы, тонкопрядицы и иные ремесленные люди. Приставленные к разнообразным текущим делам, они обыкновенно назывались деловыми людьми. В числе их и наряду с ними упоминаются бортники, пастухи, коровники и рядовые земледельцы под именем страдных людей или страдников.

### Организация труда холопов
Организация труда холопов в сельском хозяйстве была довольно разнообразна: они могли обрабатывать боярскую пашню в качестве рабочей челяди, под надзором ключника или приказчика, на полном господском иждивении, проживая в особых челядинных дворах; или же могли проживать в господских или специально им отведённых людских дворах, получая месячину или даже жалованье; или же, наконец, содержались не на господский счёт, а собственными силами, на отведённых в их пользование участках земли, работая на барской запашке и отбывая иные виды барщины, нередко совместно с крестьянами.
Частные акты и поземельные описи конца XV и особенно XVI вв. упоминают о всех этих формах поселения и хозяйства сельской челяди: в них перечисляются челядинные дворы, господские, в которых проживала челядь, и особые людские дворы; говорится о людской пашне, о людской животине, данной холопам в пользование, или собинной (то есть своей), пожалованной господином, или купленной холопами на собственные средства; содержатся указания на холопов-оброчников и на оброчный скот, находившийся в пользовании холопов. Какая из перечисленных форм холопьего хозяйства была более распространённой или преобладающей в XVI в. — определить нельзя; можно лишь указать, что количество людских дворов в разных уездах значительно колебалось, не превышая в одних 3—5 %, поднимаясь в других до 7—17 % и достигая в Каширском и Тульском уездах 25 — 30 % в составе крестьянского и бобыльского населения.

### Влияние реформ налогообложения
Количество сельских холопов стояло в тесной связи с общими условиями землевладельческого хозяйства и зависело как от размеров боярской запашки, так и от наличного количества крестьянских рабочих рук. При господствовавшей системе сошного обложения, когда боярская запашка включалась в оклад наравне с крестьянской пахотой, увеличение размеров первой не могло доставлять особых выгод землевладельцам; поэтому у них и не было прямых побуждений к её расширению и вместе с тем к увеличению сельской челяди. Численность её могла, однако, возрастать во второй половине XVI в., как это и наблюдается для некоторых местностей вследствие отлива тяглого населения из центра и северо-западных окраин в области, сделавшиеся доступными для колонизации. В таких случаях прямая выгода заставляла поселять холопов в пустые крестьянские дворы на заброшенных участках, чтоб не платить тягла с пустоты на то по крайней мере время, пока удавалось выхлопотать льготу на пустоту или выключить пустые участки из живущей пашни.
Однако со времени царя Фёдора Иоанновича наблюдается тенденция правительства облегчить положение служилых людей и монастырей обелением, то есть выключением из тягла собственной их запашки целиком или в некоторой части, или же понижением сошного оклада. По указу этого государя, относящемуся до служилых людей, обелению подлежала боярская пашня, обрабатываемая холопами на землевладельца; людская же пашня, которую холопы пахали на себя, а не на помещика, включалась в оклад наравне с крестьянскими. Эта мера несомненно способствовала увеличению сельской челяди на боярской запашке, но в довольно тесных рамках, так как обелению подлежала не вся боярская запашка, а лишь до известных пределов.
Гораздо более важное значение имела реформа в системе обложения при замене сошного оклада живущей четвертью. На основании этой реформы величина оклада определялась не размерами распаханной пашни, а единственно количеством крестьянских и бобыльских дворов. Благодаря этому уничтожены были весьма серьёзные преграды к расширению какой бы то ни было запашки — боярской, людской или крестьянской. Всего выгоднее и проще было увеличить людскую пашню, так как увеличение крестьянской запашки без соответственного увеличения крестьянских дворов было возможно только в незначительной мере, заведение же в широких размерах собственной запашки для подавляющего большинства землевладельцев по многим причинам было невозможно.

### Задворные люди
В связи с этой переменой в порядке обложения наблюдается всё более заметное возрастание в составе сельского населения поместных и вотчинных хозяйств задворных и деловых людей. Первый из упомянутых терминов встречается уже в памятниках последней трети XVI в., наряду с терминами «люцкая пашня на задворье», «задворные дворишки». При каких условиях возникла эта задворная запашка, отличались ли и чем именно задворные люди от страдных людей в XVI в. — эти вопросы остаются открытыми. Впервые указом 1624 г. проведено юридическое различие между задворными и дворовыми людьми: первые самостоятельно несли имущественную ответственность за совершённые ими проступки, тогда как за вторых отвечали их господа.
По переписным книгам половины XVII в. можно уже изучать состав задворного населения: туда входили полные и кабальные холопы, порубежные выходцы и всякие разночинцы, проживавшие в задворных людях добровольно или бескабально, в том числе и выбившиеся из своего положения элементы тяглой среды — обедневшие крестьяне и бобыли или их дети и сироты. По итогам этой переписи задворное население могло обратить на себя внимание правительства с фискальной точки зрения, так как по переписным книгам и с дворового числа стали взимать новый оклад полоняничных денег.

### Исчезновение холопства
Перепись 1677—1678 гг. предпринята была с очевидным намерением ввести новую окладную единицу обложения — двор, так как вслед за её окончанием указами 1679 г. предписано было взимать все прямые сборы с дворового числа. Вследствие этого в составе плательщиков податей, то есть тяглых людей, наряду с крестьянами и бобылями оказались и задворные люди, и те из деловых, которые проживали в особых дворах. Таким образом все полные и кабальные холопы, поскольку они входили в состав задворного населения или жили в деловых людях, поселённых особыми дворами, сделались тяглыми людьми.
С этого времени между ними, с одной стороны, и крестьянами и бобылями — с другой, нельзя провести никакой разницы, так как и кабальные холопы сделались вечно крепкими своим господам по переписным книгам в качестве их задворных людей или деловых, если они проживали в особых дворах. Разница осталась, но не между холопами и крестьянами, как было раньше, а между крестьянами, бобылями, задворными и деловыми людьми, с одной стороны, и дворовыми людьми — с другой, причём в составе последних значились не только полные и кабальные холопы, но также и взятые в господские дворы крестьянские и бобыльские дети; дворовые же люди и после этого оставались нетяглыми вплоть до Петровских указов о ревизии.
По указу 26 ноября 1718 г. предписано было «взять сказки у всех, чтоб правдивые принесли, сколько у кого в которой деревне душ мужеска пола». Указом 22 января 1719 г. было разъяснено, что в переписях необходимо было показать «сколько, где, в которой волости, селе или деревне крестьян, бобылей, задворных и деловых людей (которые имеют свою пашню) по именом есть мужеска пола, всех, не обходя от старого до самого последнего младенца»; деловых же людей, которые своей пашни не имеют, а пашут на помещиков своих, предписано для ведома писать особою статьёй.
Из этого указа видно, что Пётр имел сначала в виду положить в подушный оклад лишь те группы сельского населения, какие положены были в тягло по переписным книгам. Лишь вследствие злоупотреблений, когда государю стало известно, что в сказках пишут только крестьян, а людей дворовых и прочих не пишут, он приказал Сенату подтвердить указом, «чтоб всех писали помещики своих подданных, какого они звания ни есть».
Сенат при объявлении этого указа предписал, «буде кто в поданных сказках дворовых людей и прочих подданных своих не писали, дабы о тех всех своих подданных, которые живут в деревнях, а именно: о прикащиках и о прочих мужеска пола дворовых людях, какого они звания ни есть, подавали сказки». Этим самым городские дворовые люди исключались из оклада, что подтверждено и в разъяснительном указе Правительствующего сената 1 июня 1722 г., где сказано, что «всякого звания слуг и служебных и прочих людей, которые живут у помещиков в Петербурге, Москве и прочих городах во дворах, а на себя и на вотчинников пашни не пашут и имеют пропитание только денежною и хлебною дачею, тех в расположение не класть, а только переписать их для ведома; а которые всякого ж звания люди хотя на себя пашни и не пашут, а на вотчинников пашут; а которые хотя и не пашут, а живут в деревнях, таких в расположение класть, не выключая никого, какого б звания ни были».
Таким образом, по указам 1720—1722 гг. из дворовых людей должны были попасть в подушный оклад все проживавшие в деревнях без исключения, а из городских дворовых — лишь те, которые обрабатывали пашню на себя или на господ. Относительно городских дворовых, которые не пашут никаких пашен и имеют пропитание «токмо денежною или хлебною дачею», в высочайшей резолюции на докладные пункты генерала Чернышёва 19 января 1723 г. определено: «писать всех и служащих, как крестьян, и положить в побор». С этого времени все дворовые без всяких изъятий были включены в состав плательщиков подушного оклада.
Двадцатью годами позже, 14 марта 1746 года Правительствующим сенатом на основе материалов проводившейся с 1743 года 2-й ревизии был издан указ от 14 марта 1746 года «О непокупке купцам и прочим разночинцам, состоящим в подушном окладе, людей и крестьян», которым предписывалось «впредь купечеству, архиерейским и монастырским слугам, и боярским людям и крепостным, и написанным к купечеству и в цех, такоже казакам и ямщикам и разным разночинцам, состоящим в подушном окладе, людей и крепостных без земель и с землями покупать во всем государстве запретить». При этом холопы, приобретённые лицами указанных категорий в период между ревизиями (то есть после резолюции Петра I о писании всех служащих в крестьяне), освобождались и записывались в иные состояния. Холопство как особый юридический институт таким образом прекратило своё существование: представители податных и других не наделённых правом владения поместьями сословий лишились и права владеть холопами, холопы же разных категорий, принадлежавшие дворянам, вместе с крестьянами и бобылями образовали общую массу крепостных людей (последних в обиходе и литературе часто продолжали именовать холопами).

## В древнерусской культуре
- Согласно рассказу Повести временных лет, Рогнеда, на предложение выйти за Владимира Святославича (сына Святослава от рабыни Малуши) ответила «За робичича (сына рабы) не иду! Хочу за Ярополка!».